# K808 White Tiger
O K808/806 White Tiger (em português: Tigre Branco) é uma família de veículos blindados de transporte de pessoal (VBTP) 8x8 e 6x6 desenvolvidos e produzidos pela Hyundai Rotem, subsidiária da Hyundai Motor Group.

## Variantes
8x8, versão anfíbia:

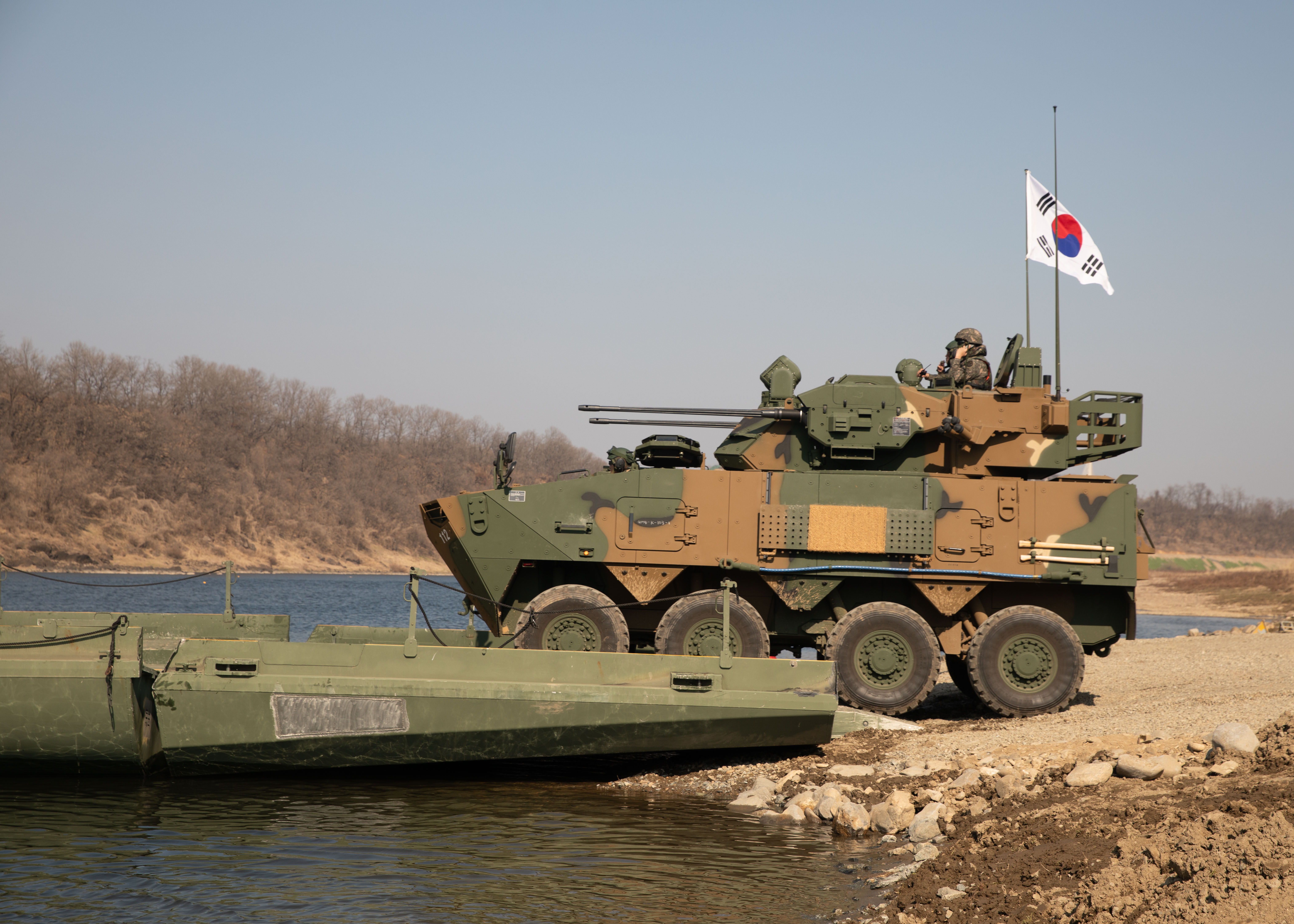
Um K30W Cheonho (K808) equipado com uma torre de canhão duplo antiaéreo realizando uma travessia por meio de uma ponte lançada

- K808 APC – versão de transporte de tropas padrão.
- K808 MEV – veículo de evacuação médica.[11]
- K808 porta-morteiro
- K877/870 – posto de comando.[12]

- K30W Cheonho – versão 8x8 com a torre de canhão duplo antiaéreo de 30 mm operada pelo K30 Biho.[13]

## Operadores
- Coreia do Sul: Ambos K808 e K806 são operados pelo Exército da Coreia do Sul.[14][15]
- Peru: Em 2 de maio de 2024, o Exército Peruano anunciou a seleção do K808 como futuro blindado e assinou um contrato de $60 milhões.[16]